# Perenethis
Genre
Synonymes
- Pisaurellus Roewer, 1961

Perenethis est un genre d'araignées aranéomorphes de la famille des Pisauridae.

## Distribution
Les espèces de ce genre se rencontrent en Asie, en Afrique et en Océanie.

## Liste des espèces
Selon World Spider Catalog (version 19.0, 10/04/2018) :
- Perenethis dentifasciata (O. Pickard-Cambridge, 1885)
- Perenethis fascigera (Bösenberg & Strand, 1906)
- Perenethis simoni (Lessert, 1916)
- Perenethis sindica (Simon, 1897)
- Perenethis symmetrica (Lawrence, 1927)
- Perenethis venusta L. Koch, 1878

## Publication originale
- L. Koch, 1878 : Die Arachniden Australiens. Nürnberg, vol. 1, p. 969-1044 (texte intégral).